# Deutsche Poolbillard-Meisterschaft 1992 (Herren)
Die deutsche Poolbillard-Meisterschaft 1992 war die 18. Austragung der nationalen Meisterschaft der Herren in der Billardvariante Poolbillard. Sie wurde in Essen ausgetragen. Es wurden die Deutschen Meister in den Disziplinen 14/1 endlos, 8-Ball, 9-Ball und 8-Ball-Pokal ermittelt. Die 8-Ball-Pokal-Meisterschaft fand in Oberhausen statt.

## Medaillengewinner
| Disziplin    | Gold                              | Silber                              | Bronze                              | 4. Platz                                |
| ------------ | --------------------------------- | ----------------------------------- | ----------------------------------- | --------------------------------------- |
| 14/1 endlos  | Oliver Ortmann (PBC München-West) | Thomas Engert (PBC Düren-Nord)      | Dieter Johns (PBC Frankenberg)      | Thomas Hasch (Billardfreunde Straubing) |
| 8-Ball       | Thomas Engert (PBC Düren-Nord)    | Ralf Souquet (PC Mörfelden)         | Sascha Zinowsky (1. PBC Leverkusen) | Michael Schmidt (PBC Bremen-Nord)       |
| 9-Ball       | Ralf Souquet (PC Mörfelden)       | Dieter Johns (PBC Frankenberg)      | Oliver Ortmann (PBC München-West)   | Tony Deigner (PBC Oftersheim)           |
| 8-Ball-Pokal | Wolfgang Romich (PBC Düren-Nord)  | Wolfgang Zumbrägel (PBC Galgenmoor) | Hadi Sanavi (PBC Frankenthal)       | Helmut Lingner (1. PBC Memmingen)       |